# الصياد: تشيني نائب الرئيس
الصياد: تشيني نائب الرئيس هو كتاب صدر عام 2008 من تأليف المراسل الاستقصائي واشنطن بوست بارتون جلمان. من خلال تقديم المعلومات بطريقة سردية، يؤكد جلمان أن نائب رئيس الولايات المتحدة ديك تشيني ضلل القادة الجمهوريين بشأن تهديد العراق قبل غزو الولايات المتحدة له. ويوجه الكتاب عدة اتهامات ضد تشيني وإدارته. ويستند الكتاب إلى مئات المقابلات غير المنشورة سابقًا مع مسؤولين حكوميين رفيعي المستوى.

## خلفية
بارتون جلمان، كاتب في صحيفة واشنطن بوست، شارك في سلسلة طويلة من القصص الحائزة على جائزة بوليتزر عن نائب الرئيس تشيني والتي نُشرت في نوفمبر 2007. وهذا الكتاب هو خاتمة تحقيقاته، ويرتب النتائج بطريقة سردية.
طوال المقابلات، تحدث جلمان بشكل رسمي إلى وزيرة الخارجية كوندوليزا رايز، ومستشار الأمن القومي ستيفن هادلي، ورئيس أركان البيت الأبيض جوشوا بولتن وسلفه أندرو كارد، وكبار مستشاري الرئيس دان بارتليت وكارل روف، والعديد من خريجي وزارة العدل رفيعي المستوى، بما في ذلك جون آشكروفت وجيمس كومي. رفض تشيني وبوش الابن طلبات جلمان لإجراء مقابلة معهما.

وعن عنوان الكتاب قال جلمان في مقابلة تلفزيونية:
عنوان الكتاب هو الاسم الرمزي لخدمة تشيني السرية. لديهم حس فكاهي ساخر بشأن الطريقة التي يطلقون بها الأسماء الرمزية، وفي كثير من الأحيان يكون لها معنى مزدوج. من الواضح أن تشيني هو صياد سمك. اعتقدت أنها كانت استعارة لطيفة للطريقة التي يعمل بها. فهو يميل إلى الاقتراب من أدوات السلطة بشكل غير مباشر. إنه لا يحب أن تراه في المقدمة، ولا يحب أن يكون له دور عام علني. يجد طريقه إلى المكان الذي يتم فيه اتخاذ القرارات وغالباً لا يترك الكثير من العلامات التي تدل على وجوده.